# Jiří Fischer
Vous lisez un « bon article » labellisé en 2012.
Pour les articles homonymes, voir Fischer.
Jiří Fischer, né le 31 juillet 1980 à Hořovice en Tchécoslovaquie, aujourd'hui ville de République tchèque, est un joueur professionnel de hockey sur glace devenu entraîneur.
Repêché par les Red Wings de Détroit de la Ligue nationale de hockey en 1998, il joue avec l'équipe entre 1999-2000 et 2005. Il remporte notamment la Coupe Stanley avec eux en 2001-2002 alors que sa carrière prend fin en 2005 après un arrêt cardiaque auquel il a survécu.
Il est depuis le directeur du développement des joueurs, en anglais Director of Player Development, des Red Wings.

## Biographie

### Carrière junior

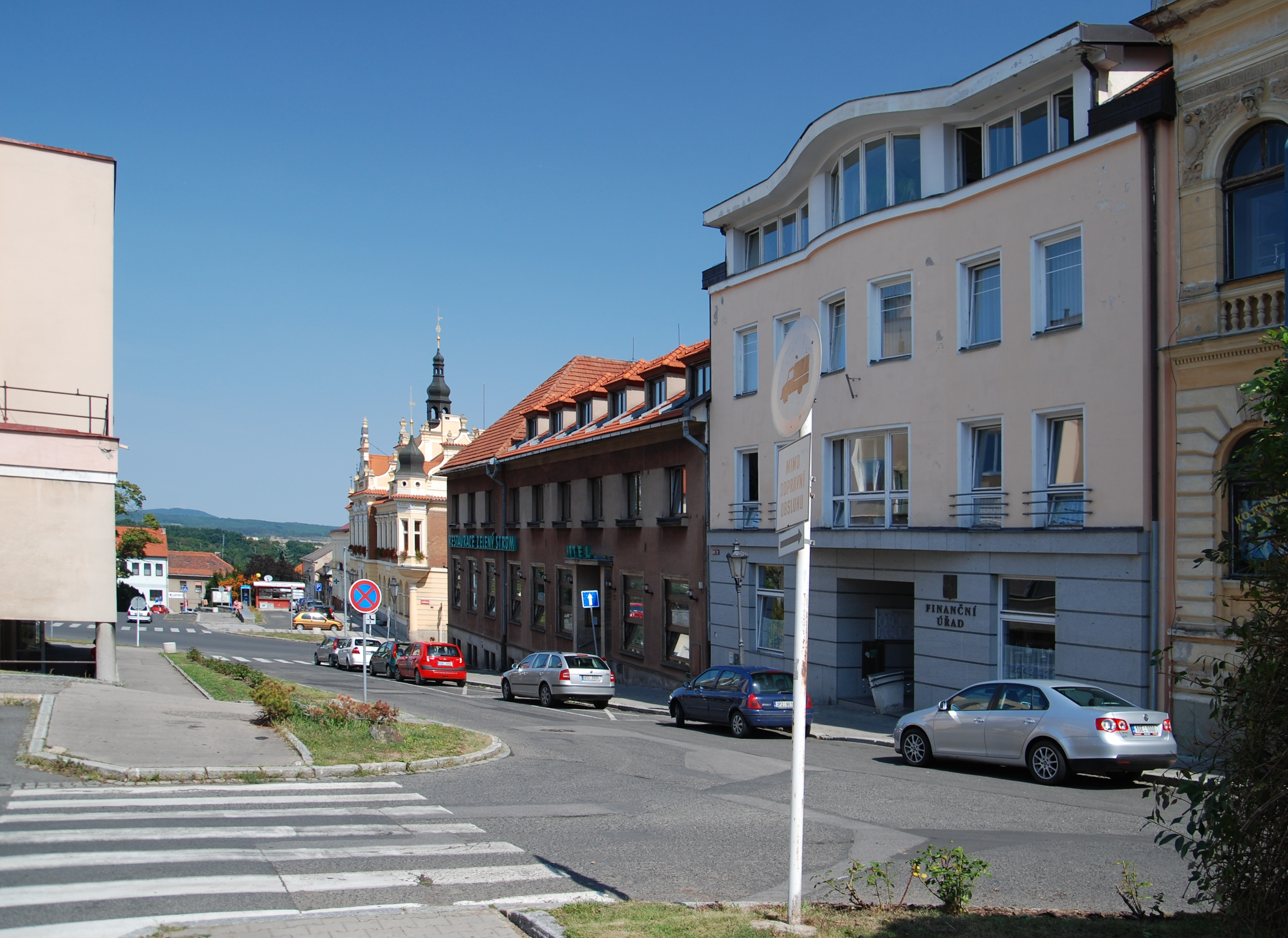
Hořovice, ville de naissance de Fischer.

Jiří Fischer naît le 31 juillet 1980 à Hořovice en Tchécoslovaquie ; il commence sa carrière en jouant avec l'équipe junior du HC Poldi Kladno en 1995 et y passe deux saisons. Il participe au repêchage européen de la Ligue canadienne de hockey et est choisi au treizième rang par les Olympiques de Hull de la Ligue de hockey junior majeur du Québec (également désigné par le sigle LHJMQ).
Il fait ses débuts avec les Olympiques en 1997-1998 et finit la saison avec trois buts et 19 passes décisives en 70 parties. Avec 112 minutes de pénalité, il est un des six joueurs de l'équipe avec plus de cent minutes de pénalité. Sixièmes de la division Lebel, les Olympiques participent aux séries éliminatoires et sont la surprise du premier tour en éliminant les Huskies de Rouyn-Noranda quatre matchs à deux. Ces derniers terminant la saison premiers de division avec 90 points, soit 25 de plus que l'équipe de Fischer. Le deuxième tour est joué en round-robin pour les équipes d'une même division. Après quatre rencontres, les franchises des Olympiques et du Titan Collège français de Laval finissent à égalité de points derrière les Foreurs de Val-d'Or. Un cinquième match est joué entre les deux équipes pour les départager mais le Titan bat Hull.
À la fin de cette première saison en Amérique du Nord, Fischer participe au repêchage d'entrée de la Ligue nationale de hockey et est le premier joueur choisi par les Red Wings de Détroit lors du premier tour ; il est au total le 25e joueur sélectionné, le premier étant Vincent Lecavalier choisi par le Lightning de Tampa Bay.
Il ne rejoint pas pour autant la grande LNH et joue encore une saison dans la LHJMQ. Au cours de cette saison, Fischer connaît une saison remarquable avec 22 buts et 56 passes décisives pour 78 points ; il est alors le meilleur marqueur-défenseur de son équipe et deuxième dans la ligue derrière Philippe Plante. Hull est la dernière équipe qualifiée de la division Lebel avec seulement 23 victoires et 55 points en 70 parties. Malgré cette place peu flatteuse au classement, l'équipe atteint la finale des séries en venant à bout des Tigres de Victoriaville en six rencontres puis éliminent les meneurs de leur division, les Cataractes de Shawinigan pour ensuite battre Rouyn-Noranda en quatre matchs secs. Ils rencontrent le Titan d'Acadie-Bathurst et passent proche de remporter la Coupe du président lorsque le Titan défait les Olympiques lors du septième et décisif match. À la fin des séries, Jiří Fischer totalise 23 points en autant de parties alors que l'attaquant Michael Ryder est le meneur de l'équipe en séries avec 36 points.
Il remporte à la fin de sa seconde saison dans la ligue junior le trophée Émile-Bouchard du meilleur défenseur de la saison mais est également sélectionné dans la première équipe d'étoiles de la LHJMQ et dans la deuxième équipe d'étoiles de la LCH.

### Les Red Wings de Détroit

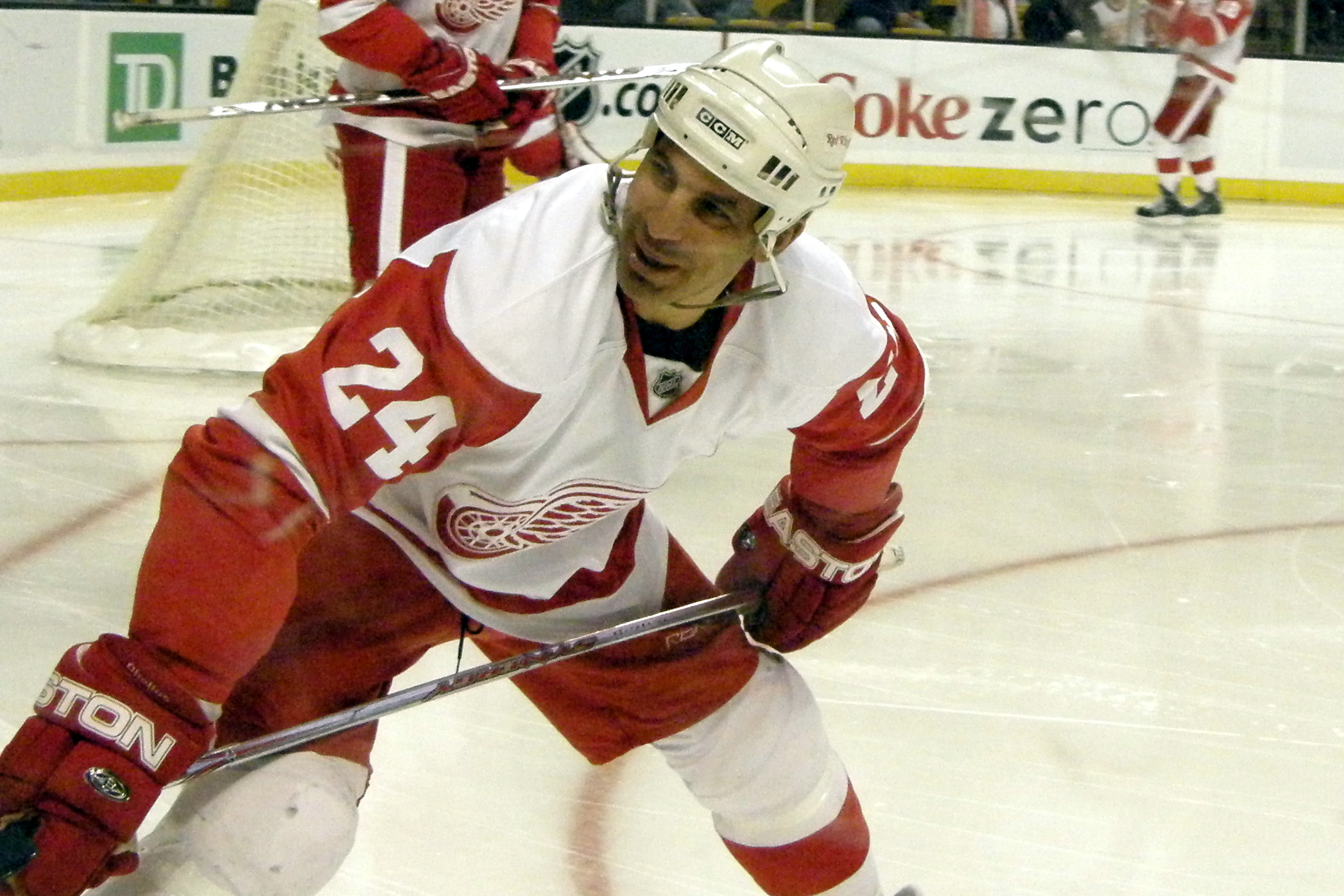
Fischer remporte la Coupe Stanley en 2001-2002 en jouant aux côtés de Chris Chelios (ici en photographie en 2008).

Il commence la saison 1999-2000 dans la Ligue américaine de hockey pour l'équipe des Mighty Ducks de Cincinnati, club-école des Red Wings, mais au bout de sept matchs, il rejoint la franchise du Michigan. Il joue son premier match dans la LNH le 13 octobre contre les Blues de Saint-Louis et près de deux mois plus tard, le 8 décembre, il réalise son premier point qui est une passe décisive sur le but de Sergueï Fiodorov. Finalement, à la fin de la saison, il totalise huit aides en 52 parties ayant manqué huit matchs en raison d'une blessure à la cheville. Il est nommé recrue de l'année des Red Wings par la Detroit Sports Broadcasters Association.
En 2000-2001, Fischer partage son temps entre les Mighty Ducks de Cincinnati dans la LAH et les Red Wings dans la LNH. Le 17 mars 2001, il marque son premier but dans la LNH lors d'un match contre l'Avalanche du Colorado. En 55 matchs avec les Wings, il totalise un but et huit passes décisives. Détroit est qualifié pour les séries mais s'incline au premier tour en six matchs face aux Kings de Los Angeles.
La saison suivante, il joue pour la première fois comme joueur régulier des Red Wings en jouant 80 de leurs 82 parties. Associé en défense à Chris Chelios, vainqueur à trois reprises du trophée James-Norris du meilleur défenseur de la ligue, il marque deux buts et compte huit passes décisives. Avec 51 victoires et 116 points, les Wings remportent le trophée des présidents remis à la meilleure équipe de la ligue. Lors des séries, alors que les Wings sont menés 2-0 dans la série par les Canucks de Vancouver, ils remportent quatre matchs consécutifs pour se qualifier. Après avoir écarté les Blues de Saint-Louis 4 matchs à 1 lors du tour suivant, ils éliminent en finale d'association l'Avalanche du Colorado en sept matchs avec un blanchissage 7-0 de Dominik Hašek lors de la septième date.
Fischer et les Red Wings jouent la finale de la Coupe Stanley contre les Hurricanes de la Caroline et ont l'avantage de jouer les deux premières rencontres à domicile. Après une défaite 3-2 en prolongation par un but de Ron Francis lors du premier match, l'équipe de Détroit remporte la deuxième rencontre. Deux victoires dans la Caroline du Nord, 3-2 en prolongation grâce à Igor Larionov et un blanchissage 3-0, permettent aux Red Wings de jouer le cinquième match avec une avance de 3-1 dans une série qui se joue au meilleur des sept matchs. Néanmoins, le Tchèque est suspendu par la ligue pour ce match en raison d'un coup de crosse dans la bouche de Tommy Westlund, un joueur des Hurricanes. Son équipe s'impose sur le score de 3-1 dans leur domicile, le Joe Louis Arena et Fischer met la main sur la fameuse Coupe Stanley.
Fischer ne joue que 15 matchs lors de la saison 2002-2003 après s'être déchiré le ligament croisé antérieur le 12 novembre contre les Predators de Nashville. Son équipe est éliminée en demi-finale d'association des séries. En 2003-2004, il récolte 4 buts et 15 passes décisives en 81 matchs. Le 24 janvier, il est suspendu pour un match pour un coup de tête sur Ian Laperrière des Kings de Los Angeles. Les Red Wings terminent la saison premiers de la ligue avec 109 points et lors des séries éliminatoires, ils éliminent les Predators de Nashville en six matchs mais s'inclinent face aux Flames de Calgary également en six matchs. Fin août 2004, il prend part à la Coupe du monde avec l'équipe de République tchèque. Ils s'inclinent en demi-finale face à l'équipe du Canada 4 buts à 3 en prolongation après un but de Vincent Lecavalier.
La saison 2004-2005 de la LNH est annulée en raison d'un lock-out et Fischer décide de passer la saison dans son pays en jouant pour le HC Bílí Tygři Liberec dans le championnat de République tchèque élite, l'Extraliga. Il joue 27 matchs avec l'équipe pour 18 points ; au cours de la saison, il participe à une rencontre avec le HC Berounští Medvědi dans la 1. liga, deuxième division du championnat en République tchèque. L'équipe de Liberec termine cinquième du classement général et élimine au premier tour le HC Slavia Prague mais est éliminée dès le tour suivant en cinq matchs par le HC Moeller Pardubice, futur champion de République tchèque.
Au début de mai, il prend part au championnat du monde 2005 et lors de la première poule, les Tchèques remportent trois victoires en autant de parties et puis ne perdent qu'un seul match lors du tour suivant. Ils éliminent tour à tour les États-Unis et la Suède pour retrouver le Canada en finale. Le gardien de but de l'équipe tchèque, Tomáš Vokoun, blanchit les Canadiens par la marque 3-0 et permet à son pays de remporter la médaille d'or.
La LNH revient au jeu pour la saison 2005-2006 et Fischer est de retour au sein de la défense des Red Wings.

### Problème de cœur
Après une vingtaine de rencontres jouées, il connaît un grave problème de santé. Le 21 novembre 2005, au cours d'un match contre les Predators de Nashville, Fischer fait un malaise et s'effondre sur le banc. Son cœur vient de s'arrêter et grâce aux médecins sur le banc et dans la salle du Joe Louis Arena, il est réanimé après une perte de connaissance de près de six minutes par le docteur Tony Colucci. Le match est arrêté pour ensuite être reporté au 23 janvier. Cet accident survient alors qu'on lui a déjà diagnostiqué un problème de rythme cardiaque important en 2002.
Le 23 novembre, il est autorisé à sortir de l'hôpital mais les médecins lui demandent d'arrêter tout effort pendant une période de un à deux mois. Son rythme cardiaque irrégulier restant inquiétant, aucun docteur ne peut alors lui certifier qu'il pourrait reprendre la compétition et jouer de nouveau au hockey sur glace. Plusieurs médecins, dont ceux de l'université du centre médical du Michigan, suivent son cas.  En 2007, son futur sur la glace demeure incertain bien qu'il ait repris l'entraînement. Il entre finalement dans l'organisation des Red Wings de Détroit en tant que directeur du développement des joueurs, en anglais Director of Player Development. Il fonde également par la suite une association, The Healthy Hope Jiri Fischer Foundation, visant à regrouper des personnes ayant survécu à des accidents graves.
Le 31 décembre 2013, à la veille de la Classique hivernale de la LNH 2014, il est de retour sur la glace à l'occasion du premier des deux matchs amicaux qui opposent des anciens joueurs des Red Wings à ceux des Maple Leafs de Toronto qui sont alors joués en plein air au Comerica Park. Le défenseur tchèque a marqué le premier but du match qui se solde par une victoire 5-4 des anciens Red Wings.

## Vie privée
Jiří Fischer est marié à Avery depuis août 2007 lors d'un mariage en République tchèque. Ils ont ensemble un fils, Lukas. Fischer a un autre garçon, Braidan, qui est né dans une ancienne relation du joueur tchèque.

## Statistiques

### En club
| Saison     | Équipe                     | Ligue         |     | Saison régulière | Saison régulière | Saison régulière | Saison régulière | Saison régulière |   | Séries éliminatoires | Séries éliminatoires | Séries éliminatoires | Séries éliminatoires | Séries éliminatoires |
| Saison     | Équipe                     | Ligue         | PJ  | B                | A                | Pts              | Pun              | PJ               | B | A                    | Pts                  | Pun                  |                      |                      |
| 1995-1996  | HC Kladno                  | Extraliga jr. | 39  | 6                | 10               | 16               | -                | -                | - | -                    | -                    | -                    |                      |                      |
| 1996-1997  | HC Kladno                  | Extraliga jr. | 38  | 11               | 16               | 27               | -                | -                | - | -                    | -                    | -                    |                      |                      |
| 1997-1998  | Olympiques de Hull         | LHJMQ         | 70  | 3                | 19               | 22               | 112              | 11               | 1 | 4                    | 5                    | 16                   |                      |                      |
| 1998-1999  | Olympiques de Hull         | LHJMQ         | 65  | 22               | 56               | 78               | 141              | 23               | 6 | 17                   | 23                   | 44                   |                      |                      |
| 1999-2000  | Mighty Ducks de Cincinnati | LAH           | 7   | 0                | 2                | 2                | 10               | -                | - | -                    | -                    | -                    |                      |                      |
| 1999-2000  | Red Wings de Détroit       | LNH           | 52  | 0                | 8                | 8                | 45               | -                | - | -                    | -                    | -                    |                      |                      |
| 2000-2001  | Mighty Ducks de Cincinnati | LAH           | 18  | 2                | 6                | 8                | 22               | -                | - | -                    | -                    | -                    |                      |                      |
| 2000-2001  | Red Wings de Détroit       | LNH           | 55  | 1                | 8                | 9                | 59               | 5                | 0 | 0                    | 0                    | 9                    |                      |                      |
| 2001-2002  | Red Wings de Détroit       | LNH           | 80  | 2                | 8                | 10               | 67               | 22               | 3 | 3                    | 6                    | 30                   |                      |                      |
| 2002-2003  | Red Wings de Détroit       | LNH           | 15  | 1                | 5                | 6                | 16               | -                | - | -                    | -                    | -                    |                      |                      |
| 2003-2004  | Red Wings de Détroit       | LNH           | 81  | 4                | 15               | 19               | 75               | 11               | 1 | 0                    | 1                    | 16                   |                      |                      |
| 2004-2005  | HC Bílí Tygři Liberec      | Extraliga     | 27  | 6                | 12               | 18               | 52               | 11               | 1 | 4                    | 5                    | 22                   |                      |                      |
| 2004-2005  | HC Berounští Medvědi       | 1.liga        | 1   | 0                | 1                | 1                | 25               | -                | - | -                    | -                    | -                    |                      |                      |
| 2005-2006  | Red Wings de Détroit       | LNH           | 22  | 3                | 5                | 8                | 33               | -                | - | -                    | -                    | -                    |                      |                      |
| Totaux LNH | Totaux LNH                 | Totaux LNH    | 305 | 11               | 49               | 60               | 295              | 38               | 4 | 3                    | 7                    | 55                   |                      |                      |

### En équipe nationale
| Année | Équipe          | Compétition                 |   | PJ | B | A | Pts | Pun                    |  | Résultat |
| 1997  | Tchéquie junior | Championnat d'Europe junior | 6 | 0  | 1 | 1 | 8   | Cinquième place        |  |          |
| 2004  | Tchéquie        | Coupe du monde              | 4 | 0  | 0 | 0 | 2   | Défaite en demi-finale |  |          |
| 2005  | Tchéquie        | Championnat du monde        | 9 | 0  | 1 | 1 | 4   | Médaille d'or          |  |          |

## Trophées et honneurs personnels
- 1998-1999 : 
  - trophée Émile-Bouchard
  - première équipe d'étoiles de la LHJMQ
  - deuxième équipe d'étoiles de la LCH
- 2001-2002 : Coupe Stanley avec les Red Wings de Détroit